# Thierry Derocles
Thierry Derocles ist ein französischer Filmeditor.

## Leben
Thierry Derocles’ erste Arbeit im Bereich Filmschnitt war Les neiges de Grenoble, ein Dokumentarfilm über die Olympischen Winterspiele von 1968. Bei Philippe Labros Filmdrama Bonne Chance (1974) mit Yves Montand kam Derocles erstmals bei einer großen Kinoproduktion zum Einsatz. Es folgten Komödien wie Her mit den kleinen Engländerinnen (1976) und Die gekochten Eier (1976) sowie das Filmdrama Die Indianer sind noch fern (1977) von Patricia Moraz mit Isabelle Huppert.
Für Alain Corneaus Kriminalfilm Série noire mit Patrick Dewaere erhielt Derocles eine Nominierung für den César in der Kategorie Bester Schnitt. Er konnte sich jedoch nicht gegen Reginald Beck durchsetzen. Mit Regisseur Corneau arbeitete Derocles fortan häufiger zusammen, so auch für den Gangsterfilm Wahl der Waffen (1981) mit Montand, Catherine Deneuve und Gérard Depardieu, den Kriegsfilm Fort Saganne (1984) sowie für die Filmkomödie Mit Staunen und Zittern (2003).

## Filmografie (Auswahl)
- 1968: Les neiges de Grenoble (Dokumentarfilm)
- 1970: L’escadron Volapük
- 1974: Les yeux fermés
- 1974: Bonne Chance (Le hasard et la violence)
- 1975: Erdbeben in Chili (Earthquake in Chile) (TV-Film)
- 1976: Her mit den kleinen Engländerinnen (À nous les petites Anglaises!)
- 1976: Die gekochten Eier (Les œufs brouillés)
- 1977: Die Indianer sind noch fern (Les Indiens sont encore loin)
- 1979: Série noire
- 1980: Die verlorene Zeit (Le chemin perdu)
- 1981: Wahl der Waffen (Le choix des armes)
- 1982: Der Schock (Le choc)
- 1983: Wespennest (La crime)
- 1984: Fort Saganne
- 1985: Les Enragés
- 1989: Nächtliches Indien (Nocturne indien)
- 1994: Die Auferstehung des Colonel Chabert (Le colonel Chabert)
- 1997: Le Cousin – Gefährliches Wissen (Le cousin)
- 1998: Voleur de vie
- 2002: Filantropica
- 2003: Mit Staunen und Zittern (Stupeur et tremblements)
- 2004: Eine französische Hochzeit (Mariages!)
- 2005: Worte in Blau (Les mots bleus)
- 2005: Les âmes grises
- 2007: Danse avec lui
- 2009: Le dernier pour la route
- 2009: Mord in Louisiana (In the Electric Mist)
- 2010: Liebe und Intrigen (Crime d’amour)
- 2011: Verwundete Erde (La terre outragée)
- 2013: 11.6 – The French Job (11.6)
- 2013: Juliette
- 2017: Vive la crise
- 2018: L’œuf dure

## Auszeichnungen
- 1980: Nominierung für den César in der Kategorie Bester Schnitt für Série noire